# Coelioxys patula
Coelioxys patula là một loài Hymenoptera trong họ Megachilidae. Loài này được Pérez mô tả khoa học năm 1884.